# Pseudomegarcys japonica
Pseudomegarcys japonica is een steenvlieg uit de familie Perlodidae. De wetenschappelijke naam van de soort is voor het eerst geldig gepubliceerd in 1946 door Kohno.